# فرودگاه اییت کانپور
فرودگاه اییت کانپور (به انگلیسی: IIT Kanpur Airport) (به زبان بومی: Kalyanpur Airport) یک فرودگاه خصوصی است که یک باند فرود آسفالت دارد و طول باند آن ۱۰۰۰ متر است. این فرودگاه در کشور هند قرار دارد .